# Église wallonne de Magdebourg
L'église wallonne de Magdebourg (église Saint-Augustin ou Wallonerkirche) est une église protestante dans le quartier de la vieille ville de Magdebourg. L'église et le centre communautaire adjacent sont utilisés à la fois par la communauté protestante luthérienne de la vieille ville ainsi que par la communauté protestante réformée de Magdebourg. Le Wallonerkirche est à côté de la cathédrale, de la chapelle Sainte-Madeleine et de l'église Saint-Pierre, l'une des quatre églises subsistant de la vieille ville de Magdebourg.

## Histoire

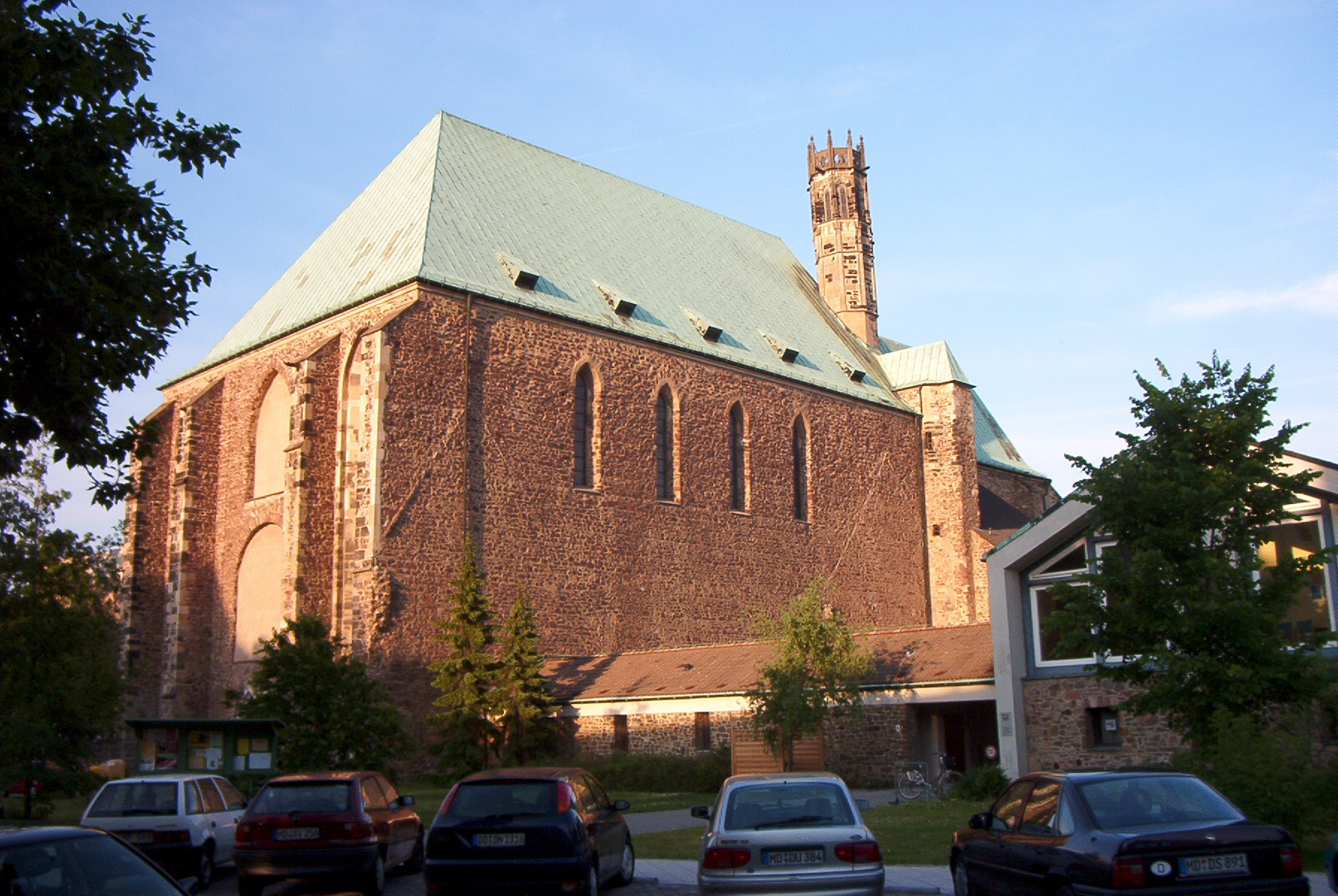
Entrée de l'église.

La ville de Magdebourg, dévastée durant la guerre de Trente Ans et qui peine à se reconstruire est sécularisée en 1648 au traité de Westphalie qui la rattache au Brandebourg. L'électeur de Brandebourg reçoit certes une ville ruinée et endettée, mais la bonne gestion de l'entité protestante qu'est le Brandebourg présage un vif redressement. Le bourgmestre Otto von Guericke œuvre à la reconstruction et fait appel à des Wallons, des huguenots français, et à des hommes du Palatinat rhénan qui renforcent les activités industrielles. 
C'est dans ce contexte qu'en 1690, à la demande de l'électeur Frédéric-Guillaume, l'église en ruine de l'ancien monastère Saint-Augustin est transférée à la communauté des réfugiés protestants wallons qui représente à ce moment un habitant sur deux. La restauration est achevée en décembre 1694. L'église est ensuite utilisée par l'Église réformée wallonne, et est appelée Wallonerkirche. À la Pentecôte 1699,  une nouvelle cloche de 500 livres est consacrée. En 1754, un orgue mis en place par le facteur d'orgues Philipp Wilhelm Grüneberg est inauguré. Il sera utilisé jusqu'en 1850. Des travaux de restauration sont réalisés en 1851.